# Peter Gabriel I
Peter Gabriel, es el álbum debut como solista del cantautor británico Peter Gabriel y el primero de cuatro en ser llamado con su propio nombre. Lanzado el 25 de febrero de 1977, fue producido por Bob Ezrin.
Este álbum es comúnmente conocido como Peter Gabriel I o Car, en referencia a su tapa, diseñada por el artista londinense Peter Christopherson, para el colectivo artístico británico Hipgnosis. El álbum contiene el primer éxito de Gabriel en su carrera solista, "Solsbury Hill".

## Lista de canciones
Todas las canciones escritas por Peter Gabriel, salvo donde se indica.
| N.º | Título                                   | Duración |  |
| 1.  | «Moribund the Burgermeister»             | 4:20     |  |
| 2.  | «Solsbury Hill»                          | 4:21     |  |
| 3.  | «Modern Love»                            | 3:38     |  |
| 4.  | «Excuse Me» (Peter Gabriel, Martin Hall) | 3:20     |  |
| 5.  | «Humdrum»                                | 3:25     |  |
| 6.  | «Slowburn»                               | 5:17     |  |
| 7.  | «Waiting for the Big One»                | 7:15     |  |
| 8.  | «Down the Dolce Vita»                    | 5:05     |  |
| 9.  | «Here Comes the Flood»                   | 5:38     |  |

## Personal
- Peter Gabriel – Voz, teclados, flauta
- Robert Fripp – Guitarra eléctrica, guitarra, banjo
- Tony Levin – Bajo, tuba
- Jozef Chirowski – Teclados
- Larry Fast – Sintetizadores
- Allan Schwartzberg – Batería
- Steve Hunter – Guitarra acústica en "Solsbury Hill"; guitarra en "Slowburn" y "Waiting for the Big One"
- Dick Wagner – Coros, guitarra en "Here Comes the Flood"
- Jimmy Maelen – Percusión
- London Symphony Orchestra - Orquesta en "Down the Dolce Vita" and "Here Comes the Flood"
- Michael Gibbs – Arreglo de la orquesta

- Datos: Q134113